# Alexandra Ledermann

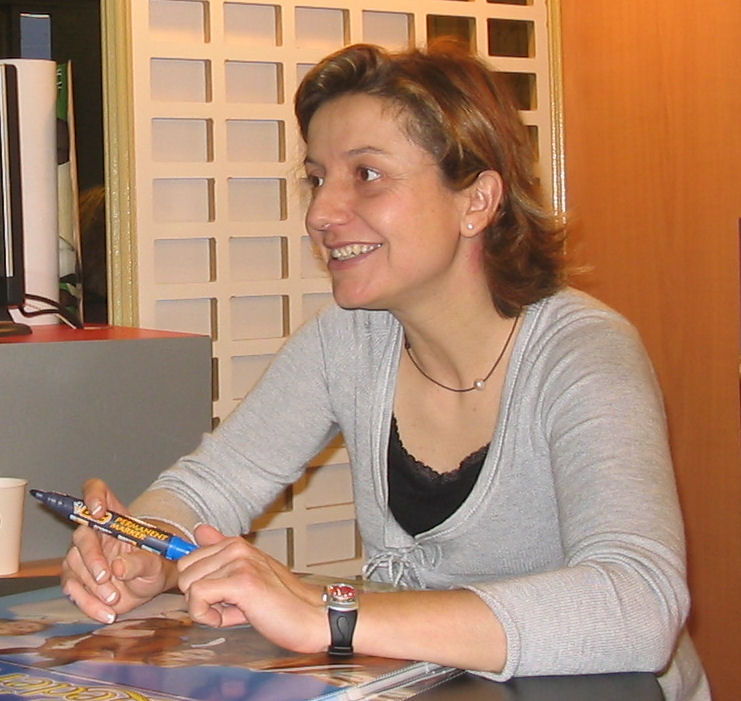
Alexandra Ledermann, „Salon du Cheval“, Paris 2006

Alexandra Ledermann (* 14. Mai 1969) ist eine französische Springreiterin.
Sie wurde 1999 als erste Frau Europameisterin im Springreiten. Sie gewann mit ihrem Pferd Rochet M. Außerdem gewann sie mit Rochet M 1996 bei den Olympischen Spielen in Atlanta die Bronzemedaille und 1998 mit der französischen Mannschaft bei den Weltreiterspielen 1998 in Rom die Silbermedaille.
Neben diesen Erfolgen erreichte sie zudem die folgenden Platzierungen bei Championaten:
- 1995: Europameisterschaft in St. Gallen: 3. Platz mit der Mannschaft und 10. Platz in der Einzelwertung mit Rochet M
- 1996: Olympische Sommerspiele in Atlanta: 4. Platz mit der Mannschaft mit Rochet M
- 1997: Europameisterschaft in Mannheim: 4. Platz mit der Mannschaft und 13. Platz in der Einzelwertung mit Rochet M
- 1998: Weltreiterspiele in Rom: 43. Platz in der Einzelwertung mit Rochet M
- 1999: Europameisterschaft in Hickstead: 5. Platz mit der Mannschaft mit Rochet M
- 2000: Olympische Sommerspiele, Sydney: 28. Platz in der Einzelwertung mit Rochet M[2]

Ledermanns Erfolgspferd Rochet M war ein 1983 geborener brauner Selle-Français-Wallach. Der Jalisco B-Sohn starb im Sommer 2008.